# Bitwa pod Strugą
Bitwa pod Strugą (niem. Schlacht bei Adelsbach), zwana także bitwą na Czerwonych Polach lub bitwą pod Szczawienkiem – bitwa, która odbyła się 15 maja 1807 roku pod Strugą, niedaleko Wałbrzycha, pomiędzy polskimi ułanami z Legii Polsko-Włoskiej a wojskiem pruskim. Od 2017 roku, około 15 maja odbywa się pokaz rekonstrukcyjny wydarzeń z XIX wieku.

## Historia
Bitwa była pierwszą potyczką ułanów pułku Legii Polsko-Włoskiej z wojskiem pruskim na Śląsku. Odbyła się ona 15 maja 1807 roku na polach pomiędzy wsiami Szczawienko i Struga, leżącymi w powiecie wałbrzyskim, w odległości piętnastu kilometrów od Strzegomia. W bitwie tej 280 ułanów polskich pobiło znacznie liczniejsze jednostki pruskie pod dowództwem majora Losthina, składające się z 8 kompanii piechoty: 1100–1200 żołnierzy, szwadronu 80 huzarów, szwadronu 80 dragonów, szwadronu 80 Bośniaków i 4 dział. 
W czasie bitwy polscy ułani przypuścili szarżę na pruską kawalerię, którą rozbili i zmusili do odwrotu. Następnie 800 pojmanych pruskich piechurów zostało doprowadzonych przed oblicze Hieronima Bonapartego, aktualnie stacjonującego we Wrocławiu, gdzie polscy ułani zostali odznaczeni wysokimi francuskimi odznaczeniami wojskowymi.

## Upamiętnienie
- Zwycięska bitwę pod Strugą w 42 rozdziale Popiołów opisał Stefan Żeromski

„Ruszą w Prusactwo z kopyta, po polsku, co duchu w szkapach. Lancami psubratów — durch. W mig wywrócone i w puch rozbite zostały szwadrony huzarów tabaczkowych i pięknych dragonów błękitnych z różowymi wyłogami i bośniaków z lancami". – Stefan Żeromski „Popioły" t. III
- Bitwę upamiętnia pomnik w Parku Ułanów Nadwiślańskich, znajdujący się na Szlaku Ułanów Legii Nadwiślańskiej